# Juan de las Cabezas Altamirano
Juan de las Cabezas Altamirano y de la Calzada (Zamora, 1565-Guatemala, 19 de diciembre de 1615) fue un fraile dominico español que ocupó altos cargos eclesiásticos en el Virreinato de Nueva España. Ejerció la dignidad episcopal en diferentes diócesis indianas como Santiago de Cuba y Guatemala.

## Biografía
Nació en Zamora. Sus padres fueron Juan de las Cabezas Altamirano y Ana de la Calzada. Realizó estudios en el convento de San Esteban, en Salamanca. Una vez hecha su profesión religiosa (1581) pasó a Santo Domingo (1582). Allí se recibió como maestro de Teología y fue elegido incluso provincial. En tal condición, participó en el capítulo general de su orden, efectuado en Madrid (1590). 
Preconizado para ejercer el obispado de Santiago de Cuba (1602), luego de trasladarse y tomar posesión inició la visita de su diócesis. En el transcurso de la misma, fue capturado por piratas en el puerto del Manzanillo, Cuba y luego de 80 días de cautiverio fue rescatado por 2000 ducados (1609). La primera obra literaria cubana: Espejo de paciencia, versa sobre el secuestro de Juan de las Cabezas Altamirano. 
Promovido a la diócesis de Guatemala (1610), por el papa Paulo V, entró en ella al año siguiente y se mantuvo allí hasta su fallecimiento, sin haber recibido la documentación que lo nombraba como obispo de Arequipa (1615), en el Virreinato del Perú.
Fue enterrado en la catedral de Ciudad de Guatemala en la bóveda dedicada a los obispos y prebendados.